# تشوه

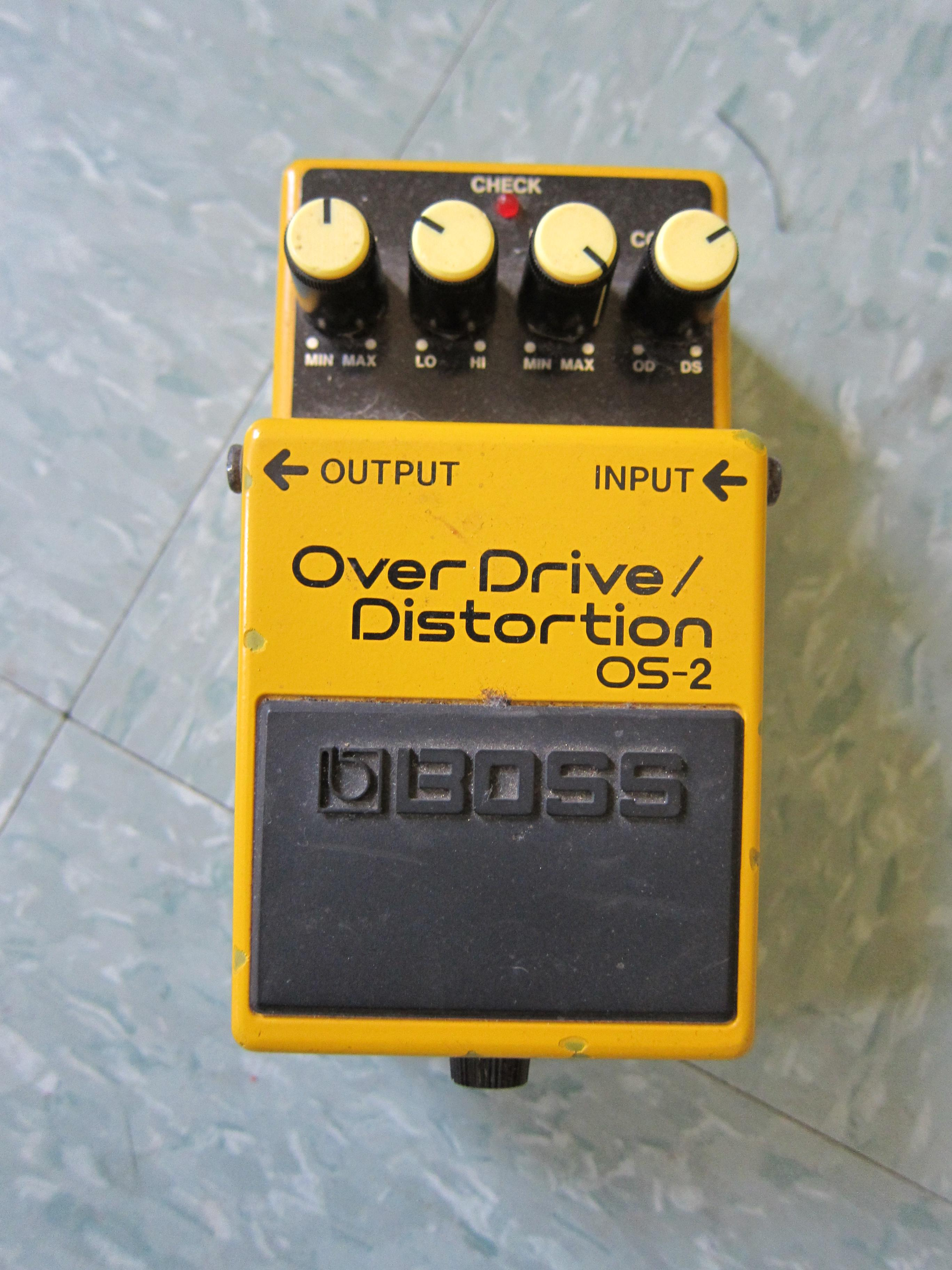

التشوه (أو التشويه) هو تغيير في الشكل الأصلي (أو خصائص أخرى) من شيء، مثل كائن، صورة، صوت أو شكل موجة. التشوه عادة ما يكون غير مرغوب فيه، والمهندسون يسعون للقضاء على التشويه، أو تصغيره. لكن في بعض الحالات، قد يكون التشوه مرغوبا فيه، حيث يستخدم التشويه كمؤثر موسيقي، خاصة في القيثارات الكهربائية.
ويكون التشوه عادة ناشئ عن تأثيرات خارجية قد تكون بيئية أو كيميائية أو طبيعية مرغوب فيها أو غير مرغوب فيها.